# Пустовалов, Леонид Васильевич
Леони́д Васи́льевич Пустова́лов (26 июля [8 августа] 1902, Красково — 15 ноября 1970, Москва) — советский учёный-геолог, геохимик, петрограф и литолог, профессор, член-корреспондент АН СССР (1953 год).

## Биография
Родился 26 июля (8 августа) 1902 года в селе Богородицкое-Красково, Московский уезд, в семье коллежского советника Василия Акимовича (учитель-инспектор 3-го Московского городского училища, впоследствии инспектор народных училищ Ливенского уезда и инспектор Ливенского уездного отдела народного образования и Ольги Никитичны (домашняя хозяйка и домашняя учительница. Умерла в 1927 году в Москве), брат Павел. Умер в Ливнах от тифа в 1919 году)
В начале декабря 1902 года отца перевели на работу в Ливны. В своей автобиографии Леонид Васильевич отмечает: «В возрасте 4-х месяцев я стал „ливенцем“, о чём никогда не только не сожалею, напротив, за что благодарю свою судьбу».

### Образование

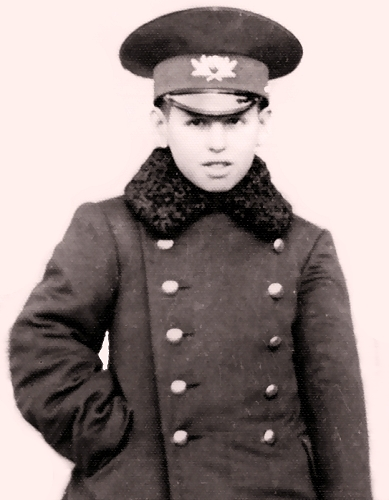
Леонид Пустовалов,
ученик реального училища.
Ливны, 1913 год

В 1912—1919 годах учился в Ливенском реальном училище (в 1919 — Вторая Ливенская Советская школа 2-й ступени).
С середины 1918 года подрабатывал в ливенской уездной газете «Свободный пахарь» занимаясь изготовлением клише.
В ноябре 1919 года вступил добровольцем в ряды 40-го отдельного запасного стрелкового батальона Войск внутренней охраны республики (Войска ВОХР), где вёл занятия в красноармейской школе грамотности, а позже был назначен лектором по естествознанию Политпросвета Ливенского гарнизона. В этом качестве, для 4-го кавалерийского дивизиона и комсостава ливенского гарнизона, Леонид читал лекции на темы: Сотворение мира и строение вселенной, Вода в природе, Развитие жизни на земле, Строение человеческого тела, О гигиена, Земля, Электричество в природе, История г. Ливны, Дарвин и его учение и т. п.. Всё это продолжалось до сентября 1920 года, пока по состоянию здоровья Леонид не был признан непригодным к воинской службе.
С октября 1920 года работал преподавателем и помощником заведующего Ливенского педагогического техникума:357.
По путёвке Орловского Губпрофрабпроса был направлен в Москву для продолжения образования в Московском университете, который окончил в 1924 году. Остался в аспирантуре, защитил кандидатскую диссертацию, участвовал в экспедициях ведущего специалиста тех лет по осадочным породам — профессора Я. В. Самойлова.

### Преподавательская и научная работа
В 1932 году работал в химической лаборатории Московского районного геологоразведочного треста (МРГРТ), бывшего московского отделения Геолкома.
В начале 1930-х годов закончил изучение соленосных отложений озера Баскунчак и осадочных хромовых руд, а также опубликована большая работа по осадочным геохимическим фациям, сыгравшая важную роль в познании процессов осадкообразования. Одновременно, читал лекции по минералогии в Горном институте, в МГУ им. М. В. Ломоносова, в Институте стали, где с 1932 года заведовал кафедрой минералогии и кристаллографии.
В 1934 года возглавил кафедру минералогии и кристаллографии в Московском нефтяном институте (МНИ). Инициатива исходила от тогдашнего директора МНИ, И. М. Губкина, с которым они были знакомы по работе в Московском отделении Геологического комитета, где с 1928 года организовал и руководил геохимической лабораторией. С первых дней руководства кафедрой, Л. В. Пустовалов обратил особое внимание на изучение геохимии и петрографии осадочных пород, включая возможно нефтематеринские и продуктивные горизонты нефтяных и газовых месторождений. Это стало одной из причин переименования кафедры. С 1934 года она стала называться кафедрой петрографии осадочных пород, что оказалось первым, из подобных названий в советских вузах. В этой должности он проработал до 1960 года. В 1934 году стал профессором.
В 1938 году защитил диссертацию доктора геолого-минералогических наук.
В 1943—1953 годах — заведующий отделом петрографии осадочных пород в Институте геологических наук АН СССР.
В 1953—1960 годах — заместитель председателя Совета по изучению производительных сил АН СССР.
В 1961 году создал и бессменно руководил Лабораторией осадочных полезных ископаемых АН СССР (ЛОПИ, в дальнейшем преобразована в Институт литосферы).

Могила Л. В. Пустовалова на Новом Донском кладбище

Разработал теоретические положения о дифференциации осадочного вещества, периодичности осадконакопления, развил представление об осадочных геохимических фациях.
Скончался 15 ноября 1970 года в Москве, был похоронен в Москве на Новом Донском кладбище.

## Награды
- 1941 — Сталинская премия I степени (13 марта) — за научную работу «Петрография осадочных пород» (1940)[8]
- 1942 — Орден «Знак Почёта»
- 1945 — Орден Трудового Красного Знамени (26 мая) — за успешную работу по подготовке кадров для нефтяной промышленности и в связи с двадцатипятилетием Московского нефтяного института имени академика И. М. Губкина
- 1945 — Медаль «За доблестный труд в Великой Отечественной войне 1941—1945 гг.»
- 1953 — Орден Ленина
- 1962 — Орден Трудового Красного Знамени[8]

## Членство в организациях
- 1943 — член КПСС
- 1953 — член-корреспондент АН СССР.

## Семья
- Жена — М. В. Клёнова (1898—1976) — морской геолог.

## Память
Имя Л. В. Пустовалова присвоено:
- Минералого-петрографический музей имени Л. В. Пустовалова — музей Факультета геологии и геофизики нефти и газа Российского государственного университета нефти и газа имени И. М. Губкина[12].
- Пустоваловские чтения по литологии — научные конференции, проводятся c 1972 года в РГУ нефти и газа имени И. М. Губкина[13].

## Критика
Академик В. И. Вернадский в 1943 году так высказывался о работе Л. В. Пустовалова:

"… в последней своей работе («Петрография осадочных пород», том 1) он резко отклонился от того пути, по которому шел как сам В.И. ВЕРНАДСКИЙ в течение всей своей жизни, так и непосредственный учитель Л.В. ПУСТОВАЛОВА, ныне покойный проф. Я.В. САМОЙЛОВ, а именно, Л.В. ПУСТОВАЛОВ резко уклонился от эмпирического направления в науке. В.И. ВЕРНАДСКИЙ попутно отметил, что таково не только его личное мнение. Последняя работа Л.В. ПУСТОВАЛОВА настолько огорчила акад. В.И. ВЕРНАДСКОГО, что на предстоящих выборах он, вопреки своим намерениям 1941 года, не только не будет теперь поддерживать кандидатуру Л.В. ПУСТОВАЛОВА, но даже, если его спросят, он выскажется против неё.